# Pfarrkirche Kirchbach (Gailtal)

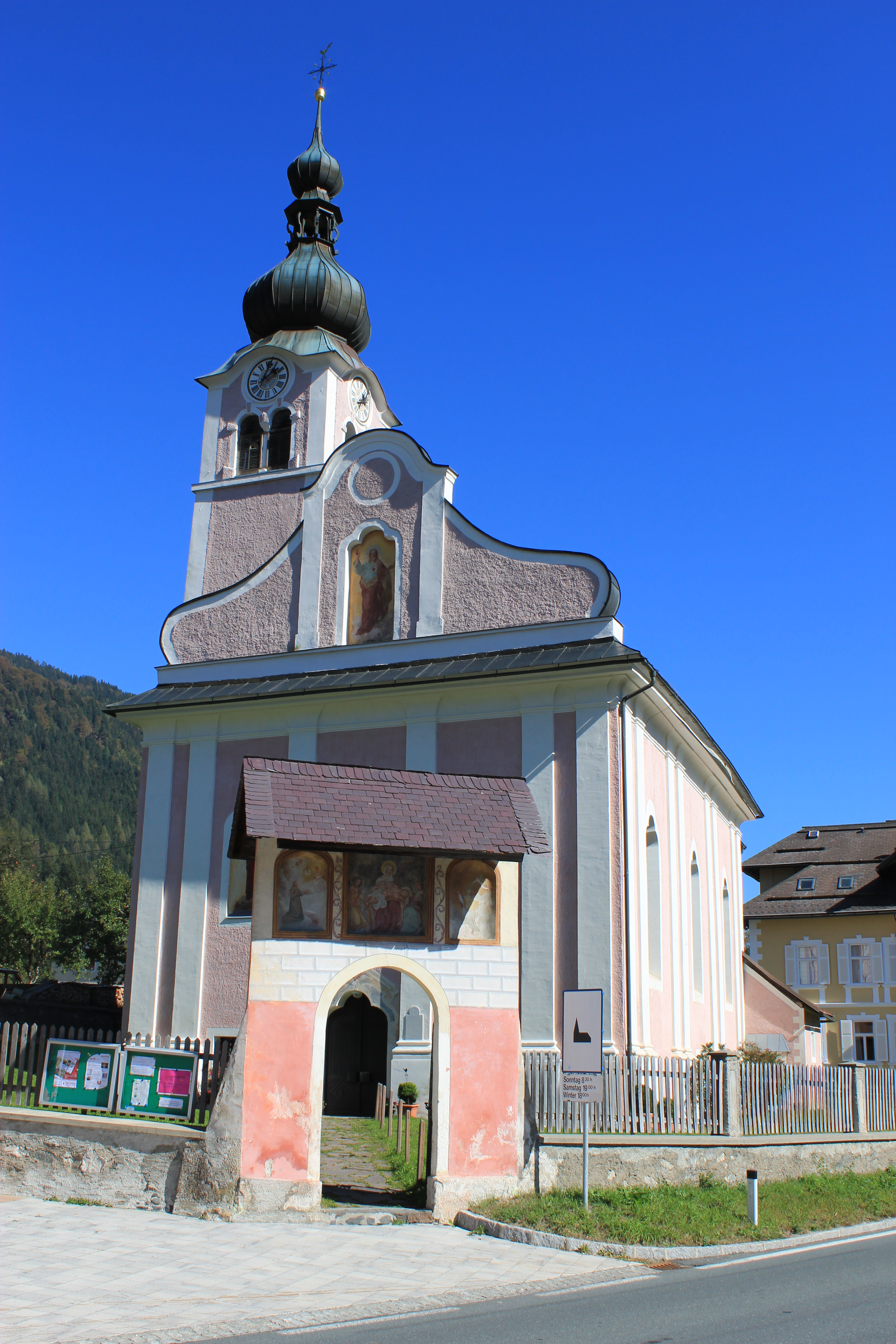
Südwestansicht

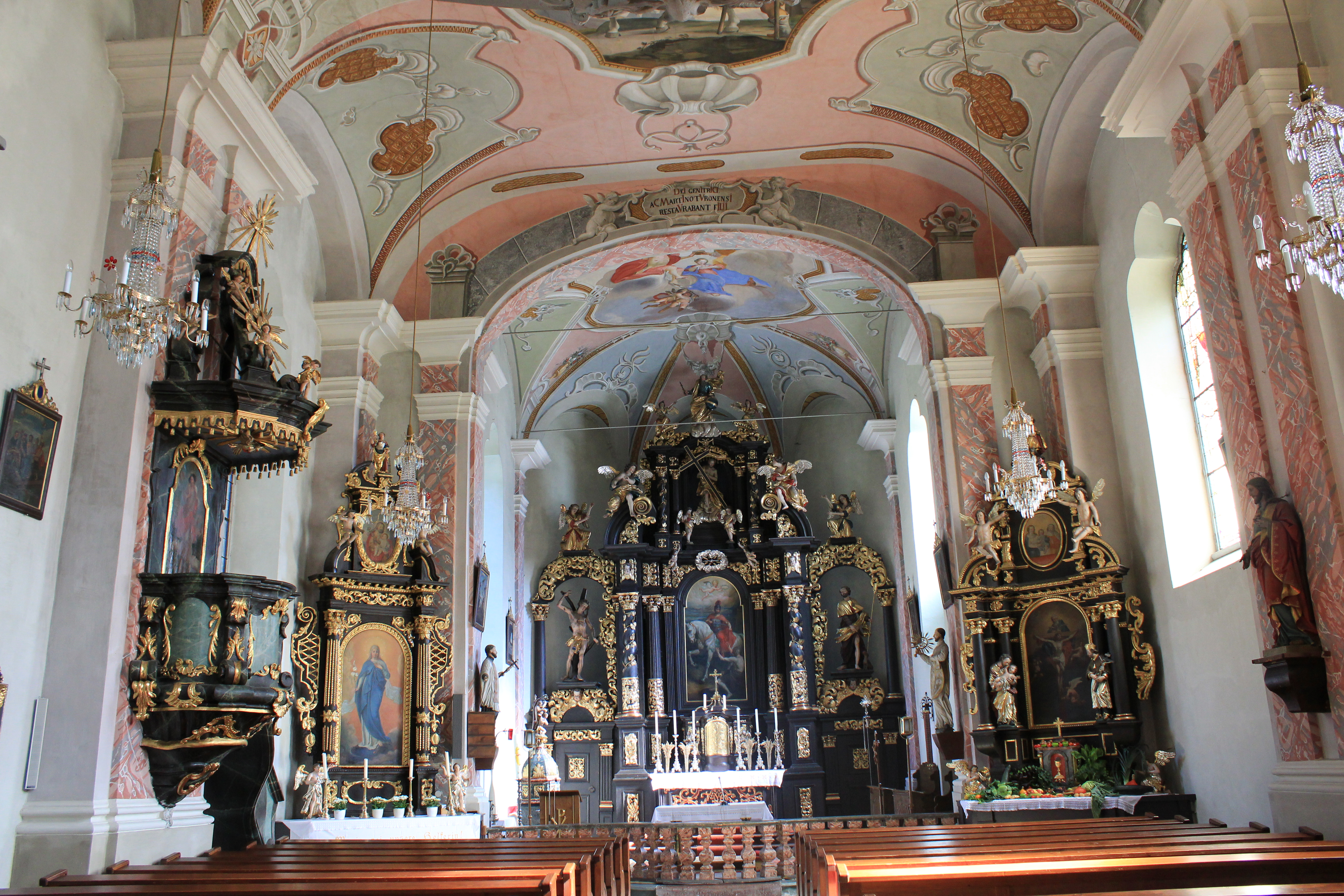
Innenansicht

Die römisch-katholische Pfarrkirche Kirchbach ist dem heiligen Martin geweiht. Die Pfarre in Kirchbach wurde erstmals 1296 urkundlich erwähnt.

## Baubeschreibung
Die Kirche wurde vermutlich 1508 erbaut und im 18. Jahrhundert barockisiert. Der Umbau von 1768/69 geht auf den Lienzer Baumeister Thomas Mayr zurück. Die mittelgroße Anlage besteht aus einem einschiffigen, dreijochigen Langhaus und einem eingezogenen Chor mit Dreiachtelschluss. An der Südseite befindet sich zwischen Chor und Langhaus ein Sakristeianbau. Der Turm an der Nordseite des Langhauses besitzt im Glockengeschoß Biforienschallfenster und wird von einem barocken Zwiebelhelm mit Laterne bekrönt. Eine Glocke goss 1760 Josef Grassmayr. Die Kirchenfassade wird durch Doppellisenen und hohe Fenster mit Kleeblattbögen gegliedert. Die Westfassade weist einen Volutengiebel auf. In der Mittelnische ist eine Herz-Jesu-Figur gemalt, in den Seitennischen die Apostelfürsten Petrus und Paulus.
Im Langhaus ruht eine Flachtonne mit Stichkappen auf pilasterverkleideten Wandpfeilern. Die im Mittelteil vorschwingende Westempore ist mit spätbarockem Stuckornament verziert. Die Fenster an der Langhaussüdwand wurden 1930 neu verglast und zeigen die Verkündigung und Christus am Ölberg. Das Chronogramm am segmentbogigen Triumphbogen weist auf das Renovierungsjahr 1718 hin.
In Chor erhebt sich ein Tonnengewölbe mit Stichkappen über Pilastern. An der Chornordwand befindet sich eine Sakramentsnische. Die spätbarocken Deckengemälde schuf 1769 Josef Köfler aus Oberdrauburg. Sie stellen im Chor die Marienkrönung und im Langhaus die Heiligen Martin und Jakobus major dar.

## Ausstattung
Die Kirchenausstattung schufen Joseph und Martin Köfler. Der um 1700 entstandene, schwarz-gold gefasste Hochaltar besteht aus einer gestaffelten Säulenädikula mit einem gesprengten Segmentgiebel und Aufsatz. Über den beiden Opfergangsportalen befinden sich offene Säulenarkaden. Das Mittelbild zeigt den hl. Martin, seinen Mantel teilend. Über den Opfergangsportalen stehen die Statuen der Pestheiligen Sebastian und Rochus. Die Aufsatznische birgt die Figur des auferstandenen Christus. Die Bekrönung des Altars bildet eine Skulptur von Gottvater.
Der um 1700 gefertigte linke Seitenaltar trägt ein erneuertes Mittelbild der Maria Immaculata und im Oberbild den heiligen Josef von Nazareth.
Der aus der Mitte des 17. Jahrhunderts stammende rechte Seitenaltar stellt im Hauptbild die Dreifaltigkeit mit dem gekreuzigten Christus und im Oberbild Anna selbdritt dar. Seitlich stehen die Figuren der Heiligen Josef und Johannes Nepomuk. Der Altar wird von einer figuralen Darstellung des Kampfes des Erzengels Michael mit Satan bekrönt.
Die Rokokokanzel von 1773/74 gibt an der Rückwand den Guten Hirten wieder. Der gotische Taufstein trägt am Aufsatz eine spätbarocke Taufgruppe. Am Triumphbogen sind die Konsolfiguren der Jesuitenheiligen Ignatius und Franz Xaver aufgestellt. Die Kreuzwegbilder stammen aus dem Spätbarock. Weiters ist in der Kirche die Grabplatte des Bartelmä Farb von 1540 zu sehen.

## Friedhofsportale
Die Fresken am südöstlichen Friedhofstor sind mit 1474(6) bezeichnet und zeigen tirolerischen Einfluss. Dargestellt ist der heilige Martin mit zwei Bettlern, darüber Engel eine Bischofsmütze haltend. In seitlich gemalten Baldachin-Nischen sind die Heiligen Achatius, Ursula, Johannes der Täufer und Rochus wiedergegeben.
Die Beweinung Christi am südwestlichen Friedhofstor entstand um 1700.

## Sonstiges
Am Pfarrstadel ist eine 1572/73 entstandene Sonnenuhr mit einem springenden Widder im Zifferblatt zu sehen.